# 209552 Isaacroberts
209552 Isaacroberts è un asteroide della fascia principale. Scoperto nel 2004, presenta un'orbita caratterizzata da un semiasse maggiore pari a 2,2891732 UA e da un'eccentricità di 0,1380998, inclinata di 6,82045° rispetto all'eclittica.
L'asteroide è dedicato all'astronomo britannico Isaac Roberts.